# Лобанов, Александр Иванович (генерал-майор)
Александр Иванович Лобанов (3 октября) 1945, Балахна, Горьковская область, РСФСР, СССР — 5 ноября 2006, Москва, Россия) — советский и российский военачальник. Начальник Московского высшего общевойскового командного училища (1992—1999), начальник Бакинского высшего общевойскового командного училища (1987—1989), командир 39-й гвардейской мотострелковой Барвенковской дивизии (1984—1987), генерал-майор (1984).

## Биография

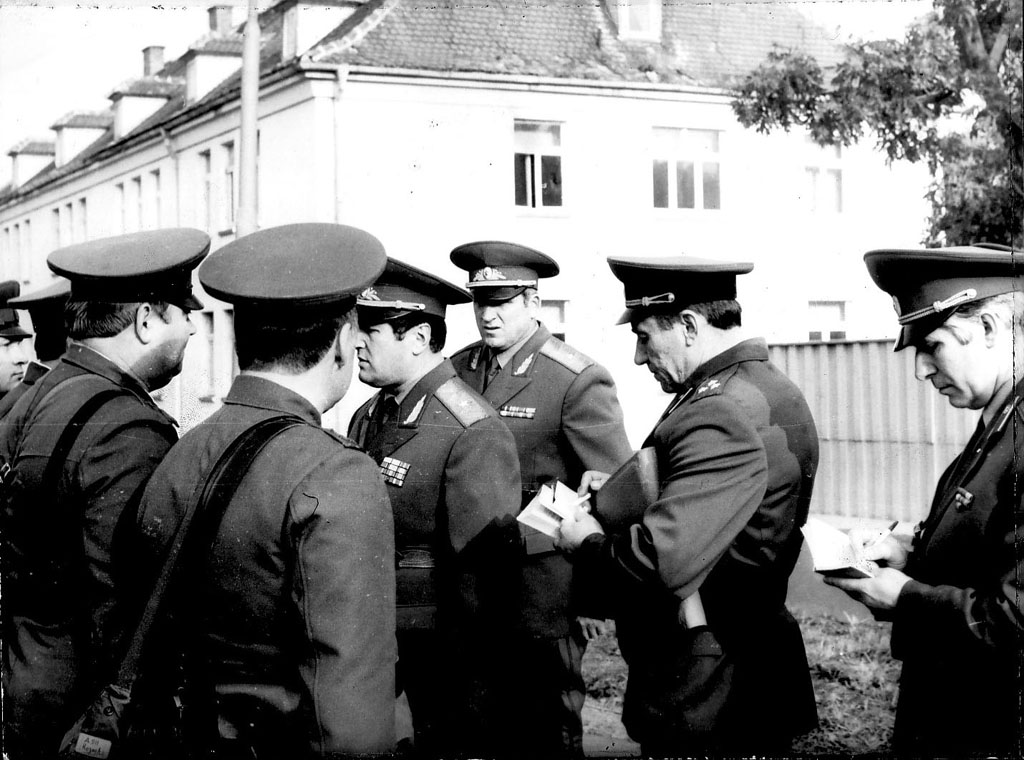
Командующий 8 Гв. А гв. г-л м-р Ачалов В. А. и командир 39-й гв. мсд гв. г-л м-р Лобанов А.И.
(в центре). ГСВГ, Ордруф, 1985 год

Надгробный памятник
на Троекуровском кладбище

Александр Иванович Лобанов родился 3 октября 1945 года в городе Балахна Горьковской области (СССР) в многодетной семье.
С 1963 по 1967 год — курсант Московского высшего военного командного Орденов Ленина и Октябрьской Революции Краснознамённого училища имени Верховного Совета РСФСР. По окончании училища, с 1967 по 1970 год — командир взвода разведывательного батальона (г. Черняховск, Прибалтийский военный округ) и в Центральной группе войск (Чехословакия).

«Лобанов Александр Иванович за время службы в должности командира разведывательного взвода в период с 1967 по 1970 г.г. зарекомендовал себя вдумчивым, умелым воспитателем и отличным командиром взвода. В кратчайший срок после прибытия в часть и вступления в должность освоил специфические требования, предъявлявшиеся к полевой выучке, боевой и специальной подготовке войсковых разведчиков и в дальнейшем успешно командовал взводом, неизменно добиваясь высоких результатов. В напряжённой, быстро меняющейся обстановке ориентировался уверенно, с блеском выполнял сложные задачи разведки, своевременно обеспечивал командование достоверными данными, в том числе и в период ввода войск в ЧССР в 1968 г. Пользовался заслуженным авторитетом и уважением в среде офицеров, любовью подчинённых. Уверенно владел всеми видами оружия, показывал высокие результаты в стрельбе. Обладал хорошей физической подготовкой, был наделён от природы отменной физической силой. В общении с сослуживцами всегда был доброжелателен, скромен и рассудителен, неизменно готов оказать помощь советом или делом. Ценил дружбу и берёг её, всегда был порядочен в отношениях с другими, проявлял незаурядное чувство такта и воспитанность.»
— Из служебной характеристики лейтенанта А.И. Лобанова, 1970 год
С 1970 по 1972 год — командир роты, начальник штаба мотострелкового батальона 275-го гвардейского мотострелкового ордена Суворова полка 18-й гвардейской мотострелковой Инстербургской дивизии в Центральной группе войск (Чехословакия, Млада-Болеслав) С 1972 по 1974 год — командир мотострелкового батальона 275-го гвардейского мотострелкового ордена Суворова полка 18-й гвардейской мотострелковой Инстербургской дивизии в Центральной группе войск (Чехословакия, Млада-Болеслав).
С 1974 по 1977 год — слушатель Военной академии им. М. В. Фрунзе.
С 1977 по 1980 год — командир 356 мотострелкового полка (Белорусский военный округ). С 1980 по 1982 год — начальник штаба 120 мотострелковой дивизии (Белорусский военный округ). В 1982 году — заместитель начальника штаба корпуса (Белорусский военный округ). С 1982 по 1984 год — командир 3-й гвардейской танковой Котельниковской дивизии (Белорусский военный округ, Заслоново).
С 1984 по 1987 год — командир 39-й гвардейской мотострелковой Барвенковской дивизии (в/ч пп 38865) 8-й Гв. А (ГСВГ, Ордруф). Весной 1984 года присвоено воинское звание «генерал-майор».
С 1987 по 1989 год — начальник Бакинского высшего общевойскового командного училища имени Верховного Совета Азербайджанской ССР. С 1989 по 1992 год — заместитель начальника Управления ВУЗов Сухопутных войск СССР (Российской Федерации).
С 1992 по 1999 год — начальник Московского высшего военного командного Орденов Ленина и Октябрьской Революции Краснознамённого училища имени Верховного Совета РСФСР.

«В то нелёгкое для страны и армии время Московское высшее общевойсковое командное училище возглавил генерал-майор Александр Иванович Лобанов. За 75-летнюю на тот день историю этого военного вуза он стал первым выпускником МВОКУ вставшим во главе своей альма-матер. Но именно ему пришлось искать средства и латать дыры в училищном бюджете, чтобы поддержать честь и славу кремлевцев, сохранить традиции старейшего военного вуза страны»…
… «Несмотря на значительные трудности, уровень подготовки курсантов удалось сохранить, а некоторые направления деятельности училища даже успешно развивались — при генерале А. И. Лобанове значительно расширирились контакты с военно-учебными заведениями стран НАТО. Более интенсивно шел обмен опытом, обычной стала практика взаимных стажировок — слушатели западных элитных военных училищ приезжали в МосВОКУ, лучших русских курсантов отправляли в Европу.»
— Владимир Волков. «Московское высшее военное командное училище — предыстория и 90 славных лет»
В отставке с 1999 года. Жена — Лобанова (Гусева) Галина Константиновна. Сын — Сергей.
Александр Иванович Лобанов скончался 5 ноября 2006 года после тяжелой болезни. Похоронен в Москве на Троекуровском кладбище (участок 6А).

## Награды
- Орден Красной Звезды.
- Орден «За службу Родине в Вооружённых Силах СССР» 3-й степени.
- Юбилейная медаль «300 лет Российскому флоту».
- Медаль «В ознаменование 100-летия со дня рождения Владимира Ильича Ленина».
- Медаль «За укрепление боевого содружества».
- Медаль «Ветеран Вооружённых Сил СССР».
- Юбилейная медаль «Двадцать лет Победы в Великой Отечественной войне 1941—1945 гг.»
- Юбилейная медаль «50 лет Вооружённых Сил СССР».
- Юбилейная медаль «60 лет Вооружённых Сил СССР»[6].
- Юбилейная медаль «70 лет Вооружённых Сил СССР»[7].
- Медаль «За безупречную службу» I-й степени.
- Медаль «За безупречную службу» II-й степени.
- Медаль «За безупречную службу» III-й степени.
- Медаль «За ратную доблесть».
- Медали СССР.
- Медали РФ.
- Иностранные медали.

## Видео
- Выпуск офицеров МВВКУ на Красной площади, 1989 г.
- Документальный фильм о МВВКУ, Консультант фильма генерал-майор Лобанов А. И., 1997 г.
- Любительская съёмка репетиции Парада Победы, 1997 г.